# Campeonato FIBA Américas Sub-16 de 2017
El Campeonato FIBA Américas Sub-16 de 2017 fue la 5ª edición del torneo de baloncesto organizado por FIBA Américas más importante a nivel americano para selecciones menores de 16 años. Se disputó en la ciudad de Formosa en (Argentina), 14 al 18 de junio de 2017 y entregó cuatro plazas al Campeonato Mundial de Baloncesto Sub-17 de 2018.

## Selecciones participantes
- Norteamérica:
  -  Estados Unidos
  -  Canadá
- Centroamérica y el Caribe:
  -  Puerto Rico
  -  México
  -  República Dominicana
- Sudamérica:
  -  Argentina (Sede)
  -  Paraguay
  -  Venezuela

## Primera fase

### Grupo A
|   | Equipo    | Pts | J | G | P | PF  | PC  | Dif |
| - | --------- | --- | - | - | - | --- | --- | --- |
| 1 | Canadá    | 6   | 3 | 3 | 0 | 234 | 175 | 59  |
| 2 | Argentina | 5   | 3 | 2 | 1 | 178 | 166 | 12  |
| 3 | Paraguay  | 4   | 3 | 1 | 2 | 193 | 214 | -21 |
| 4 | Venezuela | 3   | 3 | 0 | 3 | 146 | 196 | -50 |

| 14 de junio, 14:00                    | Venezuela                             | 64 - 70                               | Paraguay                                                                                      |  |
| Reporte                               |                                       |                                       |                                                                                               |  |
| Parciales: 15-14, 16-15, 14-15, 19-26 | Parciales: 15-14, 16-15, 14-15, 19-26 | Parciales: 15-14, 16-15, 14-15, 19-26 | Estadio Cincuentenario, Formosa Árbitro(s): Gonzalo SALGUEIRO Vivián GARCÍA Jonathan STERLING |  |
| A. Díaz - 15                          | Pts                                   | 16 - J. Barreto                       | Estadio Cincuentenario, Formosa Árbitro(s): Gonzalo SALGUEIRO Vivián GARCÍA Jonathan STERLING |  |
| A. Ramírez - 6                        | Rebs                                  | 7 - J. Barreto                        | Estadio Cincuentenario, Formosa Árbitro(s): Gonzalo SALGUEIRO Vivián GARCÍA Jonathan STERLING |  |
| J. Meneses - 3                        | Asists                                | 5 - R. Mercado                        | Estadio Cincuentenario, Formosa Árbitro(s): Gonzalo SALGUEIRO Vivián GARCÍA Jonathan STERLING |  |

| 14 de junio, 21:00                    | Canadá                                | 75 - 61                               | Argentina                                                                           |  |
| Reporte                               |                                       |                                       |                                                                                     |  |
| Parciales: 22-12, 21-14, 12-14, 20-21 | Parciales: 22-12, 21-14, 12-14, 20-21 | Parciales: 22-12, 21-14, 12-14, 20-21 | Estadio Cincuentenario, Formosa Árbitro(s): Jesed DíAZ Omar BERMÚDEZ Natalia CUELLO |  |
| C. McNeilly - 22                      | Pts                                   | 21 - G. Bertona                       | Estadio Cincuentenario, Formosa Árbitro(s): Jesed DíAZ Omar BERMÚDEZ Natalia CUELLO |  |
| M. Ndur - 9                           | Rebs                                  | 7 - T. Chapero                        | Estadio Cincuentenario, Formosa Árbitro(s): Jesed DíAZ Omar BERMÚDEZ Natalia CUELLO |  |
| S. Rathan-Mayes - 2                   | Asists                                | 3 - G. Bertona                        | Estadio Cincuentenario, Formosa Árbitro(s): Jesed DíAZ Omar BERMÚDEZ Natalia CUELLO |  |

| 15 de junio, 16:30                    | Paraguay                              | 71 - 79                               | Canadá                                                                                 |  |
| Reporte                               |                                       |                                       |                                                                                        |  |
| Parciales: 12-12, 14-19, 25-20, 20-19 | Parciales: 12-12, 14-19, 25-20, 20-19 | Parciales: 12-12, 14-19, 25-20, 20-19 | Estadio Cincuentenario, Formosa Árbitro(s): Jesed DíAZ Omar BERMÚDEZ Jonathan STERLING |  |
| S. Galarza - 12                       | Pts                                   | 21 - S. Rathan-Mayes                  | Estadio Cincuentenario, Formosa Árbitro(s): Jesed DíAZ Omar BERMÚDEZ Jonathan STERLING |  |
| S. Galarza - 7                        | Rebs                                  | 10 - M. Ndur                          | Estadio Cincuentenario, Formosa Árbitro(s): Jesed DíAZ Omar BERMÚDEZ Jonathan STERLING |  |
| S. Galarza - 4                        | Asists                                | 3 - C. McNeilly                       | Estadio Cincuentenario, Formosa Árbitro(s): Jesed DíAZ Omar BERMÚDEZ Jonathan STERLING |  |

| 15 de junio, 21:00                  | Argentina                           | 46 - 39                             | Venezuela                                                                                     |  |
| Reporte                             |                                     |                                     |                                                                                               |  |
| Parciales: 16-11, 8-6, 12-12, 10-10 | Parciales: 16-11, 8-6, 12-12, 10-10 | Parciales: 16-11, 8-6, 12-12, 10-10 | Estadio Cincuentenario, Formosa Árbitro(s): Natalia CUELLO Sebastián NEGRON Gonzalo SALGUEIRO |  |
| G. Bertona - 15                     | Pts                                 | 11 - E. Alcala                      | Estadio Cincuentenario, Formosa Árbitro(s): Natalia CUELLO Sebastián NEGRON Gonzalo SALGUEIRO |  |
| G. Bertona - 7                      | Rebs                                | 15 - E. Alcala                      | Estadio Cincuentenario, Formosa Árbitro(s): Natalia CUELLO Sebastián NEGRON Gonzalo SALGUEIRO |  |
| G. Bertona - 2                      | Asists                              | 1 - J. Meneses                      | Estadio Cincuentenario, Formosa Árbitro(s): Natalia CUELLO Sebastián NEGRON Gonzalo SALGUEIRO |  |

| 16 de junio, 18:45                  | Canadá                              | 80 - 43                             | Venezuela                                                                                  |  |
| Reporte                             |                                     |                                     |                                                                                            |  |
| Parciales: 23-7, 18-12, 22-15, 17-9 | Parciales: 23-7, 18-12, 22-15, 17-9 | Parciales: 23-7, 18-12, 22-15, 17-9 | Estadio Cincuentenario, Formosa Árbitro(s): Jonathan STERLING Omar BERMÚDEZ Natalia CUELLO |  |
| T. Todd - 13                        | Pts                                 | 12 - A. Marrero                     | Estadio Cincuentenario, Formosa Árbitro(s): Jonathan STERLING Omar BERMÚDEZ Natalia CUELLO |  |
| A. Nwagha - 7                       | Rebs                                | 6 - V. Sánchez                      | Estadio Cincuentenario, Formosa Árbitro(s): Jonathan STERLING Omar BERMÚDEZ Natalia CUELLO |  |
| L. Sakota - 5                       | Asists                              | 1 - J. Meneses                      | Estadio Cincuentenario, Formosa Árbitro(s): Jonathan STERLING Omar BERMÚDEZ Natalia CUELLO |  |

| 16 de junio, 21:00                    | Paraguay                              | 52 - 71                               | Argentina                                                                               |  |
| Reporte                               |                                       |                                       |                                                                                         |  |
| Parciales: 18-11, 12-13, 12-21, 10-26 | Parciales: 18-11, 12-13, 12-21, 10-26 | Parciales: 18-11, 12-13, 12-21, 10-26 | Estadio Cincuentenario, Formosa Árbitro(s): Jesed DíAZ Carlos PERALTA Gonzalo SALGUEIRO |  |
| J. Barreto - 20                       | Pts                                   | 17 - B. Lugarini                      | Estadio Cincuentenario, Formosa Árbitro(s): Jesed DíAZ Carlos PERALTA Gonzalo SALGUEIRO |  |
| A. Agüero - 8                         | Rebs                                  | 13 - B. Lugarini                      | Estadio Cincuentenario, Formosa Árbitro(s): Jesed DíAZ Carlos PERALTA Gonzalo SALGUEIRO |  |
| J. Barreto - 3                        | Asists                                | 5 - L. Pividori                       | Estadio Cincuentenario, Formosa Árbitro(s): Jesed DíAZ Carlos PERALTA Gonzalo SALGUEIRO |  |

### Grupo B
|   | Equipo               | Pts | J | G | P | PF  | PC  | Dif  |
| - | -------------------- | --- | - | - | - | --- | --- | ---- |
| 1 | Estados Unidos       | 6   | 3 | 3 | 0 | 331 | 166 | 165  |
| 2 | Puerto Rico          | 5   | 3 | 2 | 1 | 244 | 266 | -22  |
| 3 | República Dominicana | 4   | 3 | 1 | 2 | 219 | 233 | -14  |
| 4 | México               | 3   | 3 | 0 | 3 | 165 | 294 | -129 |

| 14 de junio, 16:15                    | Estados Unidos                        | 110 - 69                              | Puerto Rico                                                                            |  |
| Reporte                               |                                       |                                       |                                                                                        |  |
| Parciales: 24-11, 24-24, 31-18, 31-16 | Parciales: 24-11, 24-24, 31-18, 31-16 | Parciales: 24-11, 24-24, 31-18, 31-16 | Estadio Cincuentenario, Formosa Árbitro(s): Daniel GARCÍA Carlos PERALTA Micaela PRADO |  |
| V. Carey Jr. - 17                     | Pts                                   | 18 - L. Rolón                         | Estadio Cincuentenario, Formosa Árbitro(s): Daniel GARCÍA Carlos PERALTA Micaela PRADO |  |
| V. Carey Jr. - 9                      | Rebs                                  | 4 - D. González                       | Estadio Cincuentenario, Formosa Árbitro(s): Daniel GARCÍA Carlos PERALTA Micaela PRADO |  |
| R. Hampton Jr. - 4                    | Asists                                | 4 - L. Rolón                          | Estadio Cincuentenario, Formosa Árbitro(s): Daniel GARCÍA Carlos PERALTA Micaela PRADO |  |

| 14 de junio, 18:30                  | México                              | 45 - 86                             | República Dominicana                                                                          |  |
| Reporte                             |                                     |                                     |                                                                                               |  |
| Parciales: 9-28, 14-19, 7-19, 15-20 | Parciales: 9-28, 14-19, 7-19, 15-20 | Parciales: 9-28, 14-19, 7-19, 15-20 | Estadio Cincuentenario, Formosa Árbitro(s): Sebastián NEGRON Virginia PERUCHINI Michael SCOTT |  |
| I. Cruz - 12                        | Pts                                 | 22 - D. Jones                       | Estadio Cincuentenario, Formosa Árbitro(s): Sebastián NEGRON Virginia PERUCHINI Michael SCOTT |  |
| O. Lucero - 10                      | Rebs                                | 13 - G. Bastianoni                  | Estadio Cincuentenario, Formosa Árbitro(s): Sebastián NEGRON Virginia PERUCHINI Michael SCOTT |  |
| R. Noriega - 4                      | Asists                              | 3 - J. Montero                      | Estadio Cincuentenario, Formosa Árbitro(s): Sebastián NEGRON Virginia PERUCHINI Michael SCOTT |  |

| 15 de junio, 14:15                    | Puerto Rico                           | 81 - 68                               | México                                                                                     |  |
| Reporte                               |                                       |                                       |                                                                                            |  |
| Parciales: 21-18, 21-13, 20-14, 19-23 | Parciales: 21-18, 21-13, 20-14, 19-23 | Parciales: 21-18, 21-13, 20-14, 19-23 | Estadio Cincuentenario, Formosa Árbitro(s): Daniel GARCÍA Vivián GARCÍA Virginia PERUCHINI |  |
| V. Rosa - 14                          | Pts                                   | 18 - I. Cruz                          | Estadio Cincuentenario, Formosa Árbitro(s): Daniel GARCÍA Vivián GARCÍA Virginia PERUCHINI |  |
| A. Curbelo - 10                       | Rebs                                  | 6 - R. Díaz                           | Estadio Cincuentenario, Formosa Árbitro(s): Daniel GARCÍA Vivián GARCÍA Virginia PERUCHINI |  |
| A. Curbelo - 3                        | Asists                                | 4 - G. Avelino                        | Estadio Cincuentenario, Formosa Árbitro(s): Daniel GARCÍA Vivián GARCÍA Virginia PERUCHINI |  |

| 15 de junio, 18:45                  | República Dominicana                | 45 - 94                             | Estados Unidos                                                                         |  |
| Reporte                             |                                     |                                     |                                                                                        |  |
| Parciales: 13-19, 9-27, 9-21, 14-27 | Parciales: 13-19, 9-27, 9-21, 14-27 | Parciales: 13-19, 9-27, 9-21, 14-27 | Estadio Cincuentenario, Formosa Árbitro(s): Carlos PERALTA Micaela PRADO Michael SCOTT |  |
| A. De La Rosa - 15                  | Pts                                 | 15 - J. Wiseman                     | Estadio Cincuentenario, Formosa Árbitro(s): Carlos PERALTA Micaela PRADO Michael SCOTT |  |
| F. Edouard - 7                      | Rebs                                | 10 - J. Wiseman                     | Estadio Cincuentenario, Formosa Árbitro(s): Carlos PERALTA Micaela PRADO Michael SCOTT |  |
| D. Mejía - 2                        | Asists                              | 5 - J. Roach                        | Estadio Cincuentenario, Formosa Árbitro(s): Carlos PERALTA Micaela PRADO Michael SCOTT |  |

| 16 de junio, 14:15                  | Estados Unidos                      | 127 - 52                            | México                                                                                   |  |
| Reporte                             |                                     |                                     |                                                                                          |  |
| Parciales: 33-15, 37-5, 31-23, 26-9 | Parciales: 33-15, 37-5, 31-23, 26-9 | Parciales: 33-15, 37-5, 31-23, 26-9 | Estadio Cincuentenario, Formosa Árbitro(s): Sebastián NEGRON Vivián GARCÍA Michael SCOTT |  |
| Z. Harmon - 17                      | Pts                                 | 20 - I. Cruz                        | Estadio Cincuentenario, Formosa Árbitro(s): Sebastián NEGRON Vivián GARCÍA Michael SCOTT |  |
| R. Weems - 11                       | Rebs                                | 5 - L. López                        | Estadio Cincuentenario, Formosa Árbitro(s): Sebastián NEGRON Vivián GARCÍA Michael SCOTT |  |
| Z. Harmon - 5                       | Asists                              | 4 - I. Cruz                         | Estadio Cincuentenario, Formosa Árbitro(s): Sebastián NEGRON Vivián GARCÍA Michael SCOTT |  |

| 16 de junio, 16:30                    | República Dominicana                  | 88 - 94                               | Puerto Rico                                                                                |  |
| Reporte                               |                                       |                                       |                                                                                            |  |
| Parciales: 23-18, 17-25, 22-26, 26-25 | Parciales: 23-18, 17-25, 22-26, 26-25 | Parciales: 23-18, 17-25, 22-26, 26-25 | Estadio Cincuentenario, Formosa Árbitro(s): Daniel GARCÍA Virginia PERUCHINI Micaela PRADO |  |
| D. Jones - 34                         | Pts                                   | 26 - A. Curbelo                       | Estadio Cincuentenario, Formosa Árbitro(s): Daniel GARCÍA Virginia PERUCHINI Micaela PRADO |  |
| D. Jones - 10                         | Rebs                                  | 14 - H. Sosa                          | Estadio Cincuentenario, Formosa Árbitro(s): Daniel GARCÍA Virginia PERUCHINI Micaela PRADO |  |
| D. Jones - 6                          | Asists                                | 5 - A. Curbelo                        | Estadio Cincuentenario, Formosa Árbitro(s): Daniel GARCÍA Virginia PERUCHINI Micaela PRADO |  |

## Fase final

### 5º al 8º puesto
|  | 5º al 8º puesto      | 5º al 8º puesto      | 5º al 8º puesto |        |                      | Quinto puesto        | Quinto puesto | Quinto puesto |  |
|  |                      |                      |                 |        |                      |                      |               |               |  |
|  |                      |                      |                 |        |                      |                      |               |               |  |
|  | República Dominicana | República Dominicana | 71              |        |                      |                      |               |               |  |
|  | República Dominicana | República Dominicana | 71              |        |                      |                      |               |               |  |
|  | Venezuela            | Venezuela            | 57              |        |                      |                      |               |               |  |
|  | Venezuela            | Venezuela            | 57              |        | República Dominicana | República Dominicana | 71            |               |  |
|  |                      |                      |                 |        | República Dominicana | República Dominicana | 71            |               |  |
|  |                      |                      | México          | México | 51                   |                      |               |               |  |
|  | Paraguay             | Paraguay             | México          | México | 51                   | 60                   |               |               |  |
|  | Paraguay             | Paraguay             |                 |        |                      | 60                   |               |               |  |
|  | México               | México               | 71              |        |                      | Séptimo lugar        | Séptimo lugar | Séptimo lugar |  |
|  | México               | México               | 71              |        |                      | Séptimo lugar        | Séptimo lugar | Séptimo lugar |  |
|  |                      |                      |                 |        |                      |                      |               |               |  |
|  |                      |                      |                 |        |                      | Venezuela            | Venezuela     | 53            |  |
|  |                      |                      |                 |        |                      | Venezuela            | Venezuela     | 53            |  |
|  |                      |                      |                 |        |                      | Paraguay             | Paraguay      | 49            |  |
|  |                      |                      |                 |        |                      | Paraguay             | Paraguay      | 49            |  |
|  |                      |                      |                 |        |                      |                      |               |               |  |

#### Cruces
| 17 de junio, 14:15                   | República Dominicana                 | 71 - 57                              | Venezuela                                                                          |  |
| Reporte                              |                                      |                                      |                                                                                    |  |
| Parciales: 14-11, 17-7, 10-16, 30-23 | Parciales: 14-11, 17-7, 10-16, 30-23 | Parciales: 14-11, 17-7, 10-16, 30-23 | Estadio Cincuentenario, Formosa Árbitro(s): Jesed DíAZ Vivián GARCÍA Micaela PRADO |  |
| D. Jones - 14                        | Pts                                  | 15 - E. Alcala                       | Estadio Cincuentenario, Formosa Árbitro(s): Jesed DíAZ Vivián GARCÍA Micaela PRADO |  |
| G. Bastianoni - 6                    | Rebs                                 | 7 - E. Alcala                        | Estadio Cincuentenario, Formosa Árbitro(s): Jesed DíAZ Vivián GARCÍA Micaela PRADO |  |
| D. Jones - 3                         | Asists                               | 3 - A. Marrero                       | Estadio Cincuentenario, Formosa Árbitro(s): Jesed DíAZ Vivián GARCÍA Micaela PRADO |  |

| 17 de junio, 16:30                   | Paraguay                             | 60 - 71                              | México                                                                                         |  |
| Reporte                              |                                      |                                      |                                                                                                |  |
| Parciales: 16-13, 9-18, 18-15, 17-25 | Parciales: 16-13, 9-18, 18-15, 17-25 | Parciales: 16-13, 9-18, 18-15, 17-25 | Estadio Cincuentenario, Formosa Árbitro(s): Jonathan STERLING Virginia PERUCHINI Michael SCOTT |  |
| F. Ruíz - 13                         | Pts                                  | 19 - G. Avelino                      | Estadio Cincuentenario, Formosa Árbitro(s): Jonathan STERLING Virginia PERUCHINI Michael SCOTT |  |
| J. Barreto - 8                       | Rebs                                 | 7 - I. Cruz                          | Estadio Cincuentenario, Formosa Árbitro(s): Jonathan STERLING Virginia PERUCHINI Michael SCOTT |  |
| J. Barreto - 3                       | Asists                               | 5 - E. Morales                       | Estadio Cincuentenario, Formosa Árbitro(s): Jonathan STERLING Virginia PERUCHINI Michael SCOTT |  |

#### Séptimo puesto
| 18 de junio, 14:15                  | Paraguay                            | 49 - 53                             | Venezuela                                                                                   |  |
| Reporte                             |                                     |                                     |                                                                                             |  |
| Parciales: 11-6, 17-15, 17-16, 4-16 | Parciales: 11-6, 17-15, 17-16, 4-16 | Parciales: 11-6, 17-15, 17-16, 4-16 | Estadio Cincuentenario, Formosa Árbitro(s): Natalia CUELLO Vivián GARCÍA Virginia PERUCHINI |  |
| J. Barreto - 20                     | Pts                                 | 18 - E. Alcala                      | Estadio Cincuentenario, Formosa Árbitro(s): Natalia CUELLO Vivián GARCÍA Virginia PERUCHINI |  |
| A. Agüero - 9                       | Rebs                                | 10 - E. Alcala                      | Estadio Cincuentenario, Formosa Árbitro(s): Natalia CUELLO Vivián GARCÍA Virginia PERUCHINI |  |
| R. Mercado - 4                      | Asists                              | 3 - A. Díaz                         | Estadio Cincuentenario, Formosa Árbitro(s): Natalia CUELLO Vivián GARCÍA Virginia PERUCHINI |  |

#### Quinto puesto
| 18 de junio, 16:30                   | México                               | 51 - 71                              | República Dominicana                                                                       |  |
| Reporte                              |                                      |                                      |                                                                                            |  |
| Parciales: 8-19, 16-18, 12-17, 15-17 | Parciales: 8-19, 16-18, 12-17, 15-17 | Parciales: 8-19, 16-18, 12-17, 15-17 | Estadio Cincuentenario, Formosa Árbitro(s): Jesed DíAZ Gonzalo SALGUEIRO Jonathan STERLING |  |
| I. Cruz - 17                         | Pts                                  | 22 - D. Jones                        | Estadio Cincuentenario, Formosa Árbitro(s): Jesed DíAZ Gonzalo SALGUEIRO Jonathan STERLING |  |
| A. Dennis - 11                       | Rebs                                 | 11 - G. Bastianoni                   | Estadio Cincuentenario, Formosa Árbitro(s): Jesed DíAZ Gonzalo SALGUEIRO Jonathan STERLING |  |
| G. Avelino - 4                       | Asists                               | 4 - J. Rodríguez                     | Estadio Cincuentenario, Formosa Árbitro(s): Jesed DíAZ Gonzalo SALGUEIRO Jonathan STERLING |  |

### 1º al 4º puesto
|  | Semifinales    | Semifinales    | Semifinales    |                |        | Final        | Final        | Final        |  |
|  |                |                |                |                |        |              |              |              |  |
|  |                |                |                |                |        |              |              |              |  |
|  | Canadá         | Canadá         | 81             |                |        |              |              |              |  |
|  | Canadá         | Canadá         | 81             |                |        |              |              |              |  |
|  | Puerto Rico    | Puerto Rico    | 66             |                |        |              |              |              |  |
|  | Puerto Rico    | Puerto Rico    | 66             |                | Canadá | Canadá       | 60           |              |  |
|  |                |                |                |                | Canadá | Canadá       | 60           |              |  |
|  |                |                | Estados Unidos | Estados Unidos | 111    |              |              |              |  |
|  | Estados Unidos | Estados Unidos | Estados Unidos | Estados Unidos | 111    | 121          |              |              |  |
|  | Estados Unidos | Estados Unidos |                |                |        | 121          |              |              |  |
|  | Argentina      | Argentina      | 49             |                |        | Tercer lugar | Tercer lugar | Tercer lugar |  |
|  | Argentina      | Argentina      | 49             |                |        | Tercer lugar | Tercer lugar | Tercer lugar |  |
|  |                |                |                |                |        |              |              |              |  |
|  |                |                |                |                |        | Puerto Rico  | Puerto Rico  | 78           |  |
|  |                |                |                |                |        | Puerto Rico  | Puerto Rico  | 78           |  |
|  |                |                |                |                |        | Argentina    | Argentina    | 67           |  |
|  |                |                |                |                |        | Argentina    | Argentina    | 67           |  |
|  |                |                |                |                |        |              |              |              |  |

#### Semifinales
| 17 de junio, 18:45                    | Canadá                                | 81 - 66                               | Puerto Rico                                                                            |  |
| Reporte                               |                                       |                                       |                                                                                        |  |
| Parciales: 17-12, 29-17, 18-21, 17-16 | Parciales: 17-12, 29-17, 18-21, 17-16 | Parciales: 17-12, 29-17, 18-21, 17-16 | Estadio Cincuentenario, Formosa Árbitro(s): Daniel GARCÍA Omar BERMÚDEZ Natalia CUELLO |  |
| C. McNeilly - 23                      | Pts                                   | 27 - A. Curbelo                       | Estadio Cincuentenario, Formosa Árbitro(s): Daniel GARCÍA Omar BERMÚDEZ Natalia CUELLO |  |
| M. Ndur - 12                          | Rebs                                  | 9 - A. Curbelo                        | Estadio Cincuentenario, Formosa Árbitro(s): Daniel GARCÍA Omar BERMÚDEZ Natalia CUELLO |  |
| M. Ndur - 2                           | Asists                                | 2 - A. Curbelo                        | Estadio Cincuentenario, Formosa Árbitro(s): Daniel GARCÍA Omar BERMÚDEZ Natalia CUELLO |  |

| 17 de junio, 21:00                   | Estados Unidos                       | 121 - 49                             | Argentina                                                                                     |  |
| Reporte                              |                                      |                                      |                                                                                               |  |
| Parciales: 30-9, 41-12, 18-11, 32-17 | Parciales: 30-9, 41-12, 18-11, 32-17 | Parciales: 30-9, 41-12, 18-11, 32-17 | Estadio Cincuentenario, Formosa Árbitro(s): Carlos PERALTA Sebastián NEGRON Gonzalo SALGUEIRO |  |
| S. Barnes Jr - 20                    | Pts                                  | 15 - B. Lugarini                     | Estadio Cincuentenario, Formosa Árbitro(s): Carlos PERALTA Sebastián NEGRON Gonzalo SALGUEIRO |  |
| I. Todd - 9                          | Rebs                                 | 4 - M. Von Schmeling                 | Estadio Cincuentenario, Formosa Árbitro(s): Carlos PERALTA Sebastián NEGRON Gonzalo SALGUEIRO |  |
| D. Harmon - 4                        | Asists                               | 3 - G. Bertona                       | Estadio Cincuentenario, Formosa Árbitro(s): Carlos PERALTA Sebastián NEGRON Gonzalo SALGUEIRO |  |

#### Tercer puesto
| 18 de junio, 18:45                    | Puerto Rico                           | 78 - 67                               | Argentina                                                                                |  |
| Reporte                               |                                       |                                       |                                                                                          |  |
| Parciales: 26-16, 18-12, 18-22, 16-17 | Parciales: 26-16, 18-12, 18-22, 16-17 | Parciales: 26-16, 18-12, 18-22, 16-17 | Estadio Cincuentenario, Formosa Árbitro(s): Sebastián NEGRON Omar BERMÚDEZ Michael SCOTT |  |
| A. Curbelo - 23                       | Pts                                   | 18 - B. Lugarini                      | Estadio Cincuentenario, Formosa Árbitro(s): Sebastián NEGRON Omar BERMÚDEZ Michael SCOTT |  |
| H. Sosa - 19                          | Rebs                                  | 9 - L. Gallardo                       | Estadio Cincuentenario, Formosa Árbitro(s): Sebastián NEGRON Omar BERMÚDEZ Michael SCOTT |  |
| L. Rolón - 8                          | Asists                                | 4 - L. Pividori                       | Estadio Cincuentenario, Formosa Árbitro(s): Sebastián NEGRON Omar BERMÚDEZ Michael SCOTT |  |

#### Final
| 18 de junio, 21:00                   | Canadá                               | 60 - 111                             | Estados Unidos                                                                         |  |
| Reporte                              |                                      |                                      |                                                                                        |  |
| Parciales: 16-26, 8-23, 12-33, 24-29 | Parciales: 16-26, 8-23, 12-33, 24-29 | Parciales: 16-26, 8-23, 12-33, 24-29 | Estadio Cincuentenario, Formosa Árbitro(s): Daniel GARCÍA Carlos PERALTA Micaela PRADO |  |
| L. Sakota - 17                       | Pts                                  | 19 - V. Carey Jr.                    | Estadio Cincuentenario, Formosa Árbitro(s): Daniel GARCÍA Carlos PERALTA Micaela PRADO |  |
| M. Ndur - 8                          | Rebs                                 | 8 - R. Weems                         | Estadio Cincuentenario, Formosa Árbitro(s): Daniel GARCÍA Carlos PERALTA Micaela PRADO |  |
| S. Rathan-Mayes - 4                  | Asists                               | 6 - Z. Harmon                        | Estadio Cincuentenario, Formosa Árbitro(s): Daniel GARCÍA Carlos PERALTA Micaela PRADO |  |

|                                   |
| Bandera de Estados Unidos         |
| Campeón Estados Unidos 5.º título |

## Posiciones finales
| Rank              | Equipo               | Récord |
| ----------------- | -------------------- | ------ |
| Medalla de oro    | Estados Unidos       | 5 - 0  |
| Medalla de plata  | Canadá               | 4 - 1  |
| Medalla de bronce | Puerto Rico          | 3 - 2  |
| 4                 | Argentina            | 2 - 3  |
| 5                 | República Dominicana | 3 - 2  |
| 6                 | México               | 1 - 4  |
| 7                 | Venezuela            | 1 - 4  |
| 8                 | Paraguay             | 1 - 4  |

|  | Clasificados al Campeonato Mundial de Baloncesto Sub-17 de 2018. |

- Argentina ya tenía asegurado su lugar por ser el país organizador.

## Clasificados al Campeonato Mundial Sub-17 2018
| Bandera de Estados Unidos | Bandera de Canadá | Bandera de Puerto Rico | Bandera de la República Dominicana |
| Estados Unidos            | Canadá            | Puerto Rico            | República Dominicana               |
| ------------------------- | ----------------- | ---------------------- | ---------------------------------- |